# Kernkraftwerk Leningrad II
Das Kernkraftwerk Leningrad II (russisch Ленинградская АЭС II [anhörenⓘ]) mit bisher 2 in Betrieb und 1 im Bau befindlichen WWER-1200-Reaktoren entsteht 60 km westlich von Sankt Petersburg an einer Bucht des Finnischen Meerbusens neben dem Kernkraftwerk Leningrad. Auf dem Gelände steht ebenfalls das Kernkraftwerk Sosnowy Bor.

## Geschichte
Das Kernkraftwerk sollte zunächst aus zwei WWER mit einer Brutto-Leistung von je 1.199 Megawatt bestehen, wobei die beiden Blöcke auf dem Prinzip des WWER-1200/491 (AES-2006) basieren sollten. Aus den Reaktoren im Kraftwerk sollte letztlich eine neue Baureihe entstehen. Später wurden die Planungen auf bis zu sechs Reaktoren ausgeweitet. Das Kraftwerk sollte das Kernkraftwerk Leningrad ersetzen und gleichzeitig dem Strombedarf der Region standhalten und diesen besser decken. Im Mai 2006 legte der Chef der russischen Atomenergieagentur Rosatom Pläne für einen Neubau mit sechs Reaktoren vom Typ WWER-1200 mit einer Leistung von jeweils 1085 MW vor. Die Ausschreibung hat Atomstroiexport gewonnen und damit den Auftrag bekommen. Die Kosten belaufen sich nach ersten Hochrechnungen auf 136,8 Milliarden Rubel. Der Baubeginn für Block 1 und 2 war am 30. August 2007.

Der Bau des Fundaments des ersten Blocks begann offiziell am 25. Oktober 2008 mit dem Gießen des ersten Betons. Der erste Block ging 2018 ans Netz.

Offizieller Baubeginn für Block 3 war am 14. März 2024, Block 4 soll 2025 folgen.

## Daten der Reaktorblöcke
| Reaktorblock   | Reaktortyp    | Netto- leistung | Brutto- leistung | Baubeginn        | Netzsyn- chronisation | Kommer- zieller Betrieb | Abschal- tung |
| -------------- | ------------- | --------------- | ---------------- | ---------------- | --------------------- | ----------------------- | ------------- |
| Leningrad II-1 | WWER-1200/491 | 1101 MW         | 1188 MW          | 25. Oktober 2008 | 9. März 2018          | 29. Oktober 2018        | -             |
| Leningrad II-2 | WWER-1200/491 | 1101 MW         | 1188 MW          | 15. April 2010   | 22. Oktober 2020      | 22. März 2021           | -             |
| Leningrad II-3 | WWER-1200/491 | 1150 MW         | 1199 MW          | 14. März 2024    |                       |                         | -             |
| Leningrad II-4 | WWER-1200/491 | 1150 MW         | 1199 MW          |                  |                       |                         | -             |